# Solidaridad Internacional - Nazioarteko Elkartasuna
Solidaridad Internacional - Nazioarteko Elkartasuna (NE-SI) ("La Soli") es una organización no gubernamental (ONG) internacional española.
Es una ONG para el desarrollo y la cooperación internacional y ayuda humanitaria que trabaja en todo el mundo sobre todo en América Latina y África.

## Historia y fundación
La ONG fue fundada en el año 1991, por personas cercanas al PSE-EE y PSOE, entre ellas los políticos Rosa Díez, Niko Gutiérrez, Paulino Antuñano Maruri o Benjamín Respaldiza Fernández. Por ello se la ha calificado de ONG "de orientación socialista".
El presidente de la ONG desde su fundación en 1991 hasta el año 2007 fue el político Niko Gutiérrez. Actualmente el presidente de la ONG es Benjamín Respaldiza Fernández, político del PSE-EE y concejal del Ayuntamiento de Güeñes.
La ONG tiene la sede en Bilbao. Es una ONG para el desarrollo y la cooperación internacional y ayuda humanitaria que trabaja en todo el mundo sobre todo en América Latina y África.

## Misión y programas
La ONG tiene como misión la erradicación de la pobreza, afrontando sus causas económicas, religiosas, culturales y medioambientales, así como la extensión de la libertad y la igualdad de derechos en el mundo. Trabaja en la equidad de género; la extensión y defensa de los derechos humanos y la ciudadanía universal; medioambiente y desarrollo sostenible; derechos de la naturaleza; acción humanitaria; la educación para la transformación social; Centro de Recursos Africanistas; codesarrollo; voluntariado.
Según sus estatutos la ONG se sustenta en los valores de la libertad, la justicia el laicismo y la ciudadanía universal. Trabaja en regiones muy desfavorecidas que sólo cuentan con el apoyo de la cooperación laica e implementa un desarrollo social y colectivo, valorizando al medio ambiente y la vida animal como recurso de desarrollo humano sostenible. Tiene como pilar favorecer la participación como sujetos de pleno Derecho en la sociedad y procesos de desarrollo humano sostenible en sus comunidades de origen.

## Organización
La estructura interna de la ONG es la siguiente.
Presidencia: Benjamín Respaldiza Fernández
Vicepresidencia: María Soledad Martínez Andrés
Secretaría: Paulino Antuñano Maruri
Tesorería: Juan Carlos Pérez Cuesta (letrado)
Vocalías:
- Amara del Carmen Sainz de Rozas Miñaur
- María Milla Ortiz de Zárate
- Carmen Vidal Marsal
- Carmen García Roblas
- Zigor Marcos Egurrola
- María Asunción Martínez Andrés